# アディゲ人
アディゲ人（アディゲじん、/ˈædᵻɡeɪ/ または/ˌɑːdᵻˈɡeɪ/; チェルケス語: Адыгэ Adygè）はチェルケス人の現地語名。

## 概要
ロシア語でアディゲ共和国の住民は、アディゲツィ(Адыгейцы)と呼ばれ、総称としてはアドイギ(Адыги)と呼ばれている。
12のアディゲの氏族、アブザク人、ベスレネイ人、ブジェドゥグ人、ハトゥクワイ人、カバルド人、マムヘグ人、ナトゥカジュ人、シャプスグ人、チェミルゴイ人(テミルゴイ)、ウビフ人、イェゲルクワイ人、ジャネイ人
、現代のアディゲ共和国の旗の12の星はこの氏族を表す。アディゲ共和国のアディゲは、主にアディゲ語(西アディゲ語、西チェルケス語)(チェルケス語: КӀах Адыгэбзэ)を話す、ブジェドゥグ人とチェミルゴイ人で、カラチャイ・チェルケス共和国のアディゲは主にベスレネイ人 で、カバルダ・バルカル共和国のアディゲは主にカバルド人。ベスレネイ人とカバルド人は東アディゲ語(カバルド語)(チェルケス語: Къэбэрдей Адыгэбзэ)を話す。

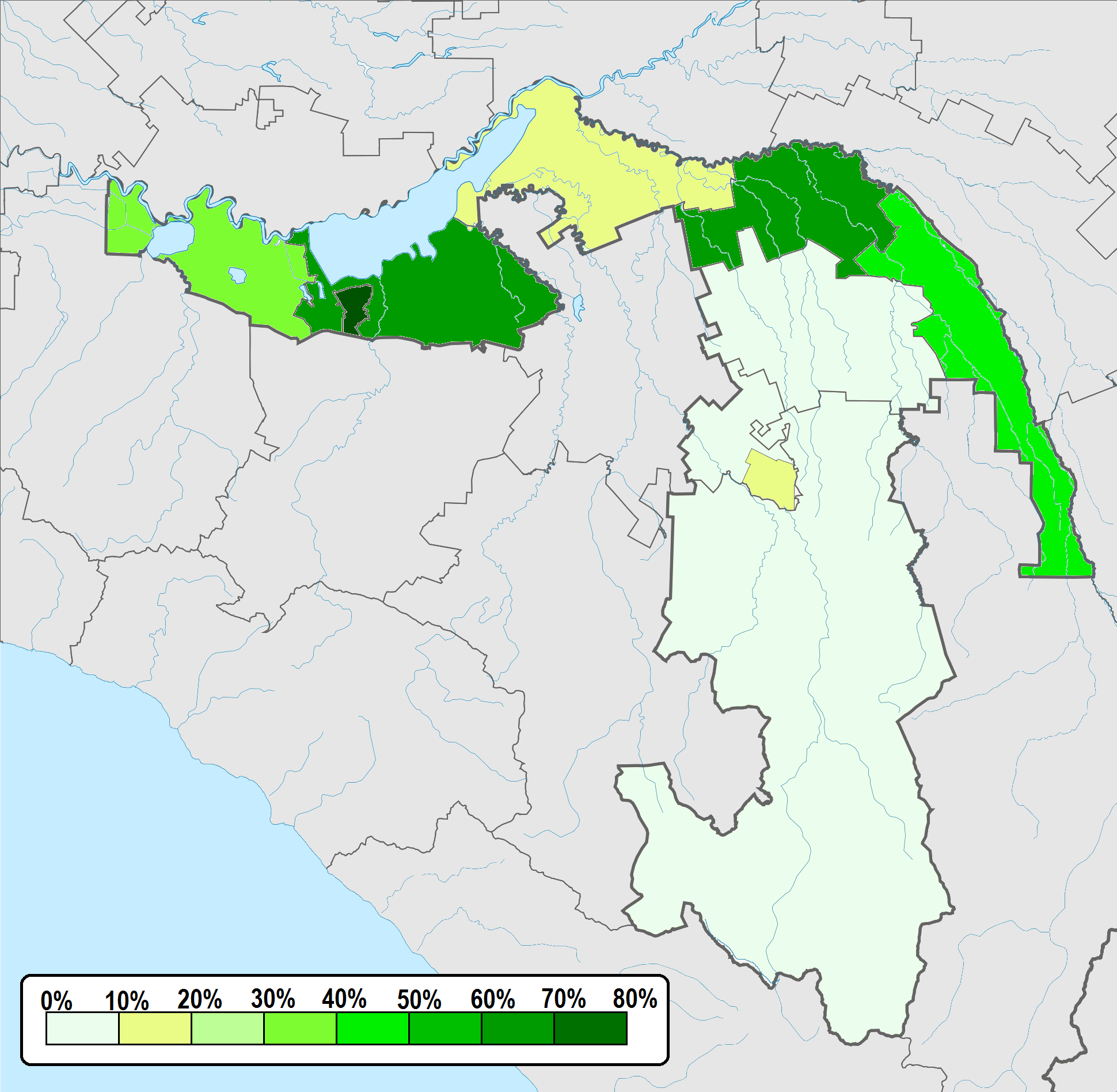
ロシア、アディゲ共和国のチェルケス語の分布 (2002)

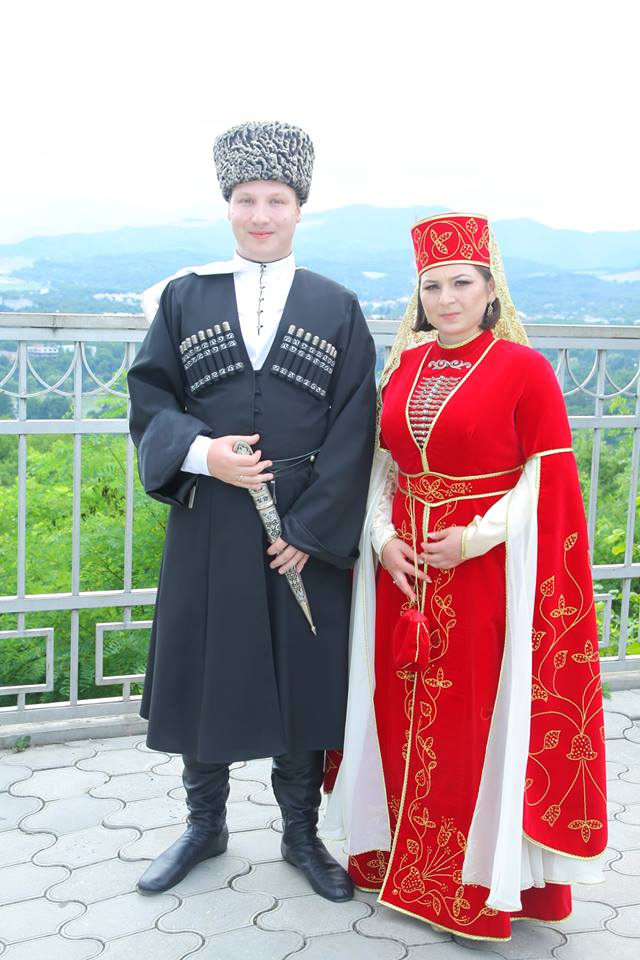
アディゲ人の衣装

## 人口
ロシア内では、2010年の西アディゲ人の人口は、124,835人で、アディゲ共和国に107,048人、クラスノダール地方に13,834人、 モスクワに569人、カバルダ・バルカル共和国で584人 (2002) だった